# Sven Hillring
Sven Alexander Hillring, född 24 februari 1912 i Älvdalens församling, Kopparbergs län, död 1994, var en svensk dragspelsbyggare.
Sven Hillring anställdes 1926 som springpojke hos AB Albin Hagström i Älvdalen. Lärde sig senare bygga dragspel, och tillverkade tillsammans med Gunnar Orre det allra första dragspelet som bar namnet Hagström. Albin Hagström skickade honom 1934 till Köpenhamn för att starta en dragspelsfabrik. I augusti 1946 skickades han till USA för att starta upp tillverkning av dragspel i Jamestown, New York. När denna verksamhet upphörde 1949 återvände han till Älvdalen, där han handbyggde de bästa dragspelen som tillverkades av Hagström. År 1955 slutade han hos företaget och återvände till Jamestown, där han i egen regi tillverkade och reparerade dragspel.